# Federico Augusto II di Sassonia
Federico Augusto II di Sassonia (nome completo: Federico Augusto Alberto Maria Clemente Giuseppe Vincenzo Luigi Nepomuceno Giovanni Battista Nicolao Raffaele Pietro Saverio Francesco di Paola Venanzio; Pillnitz, 18 maggio 1797 – Karrösten, 9 agosto 1854) fu re di Sassonia dal 1836 al 1854.

## Biografia

### Giovinezza

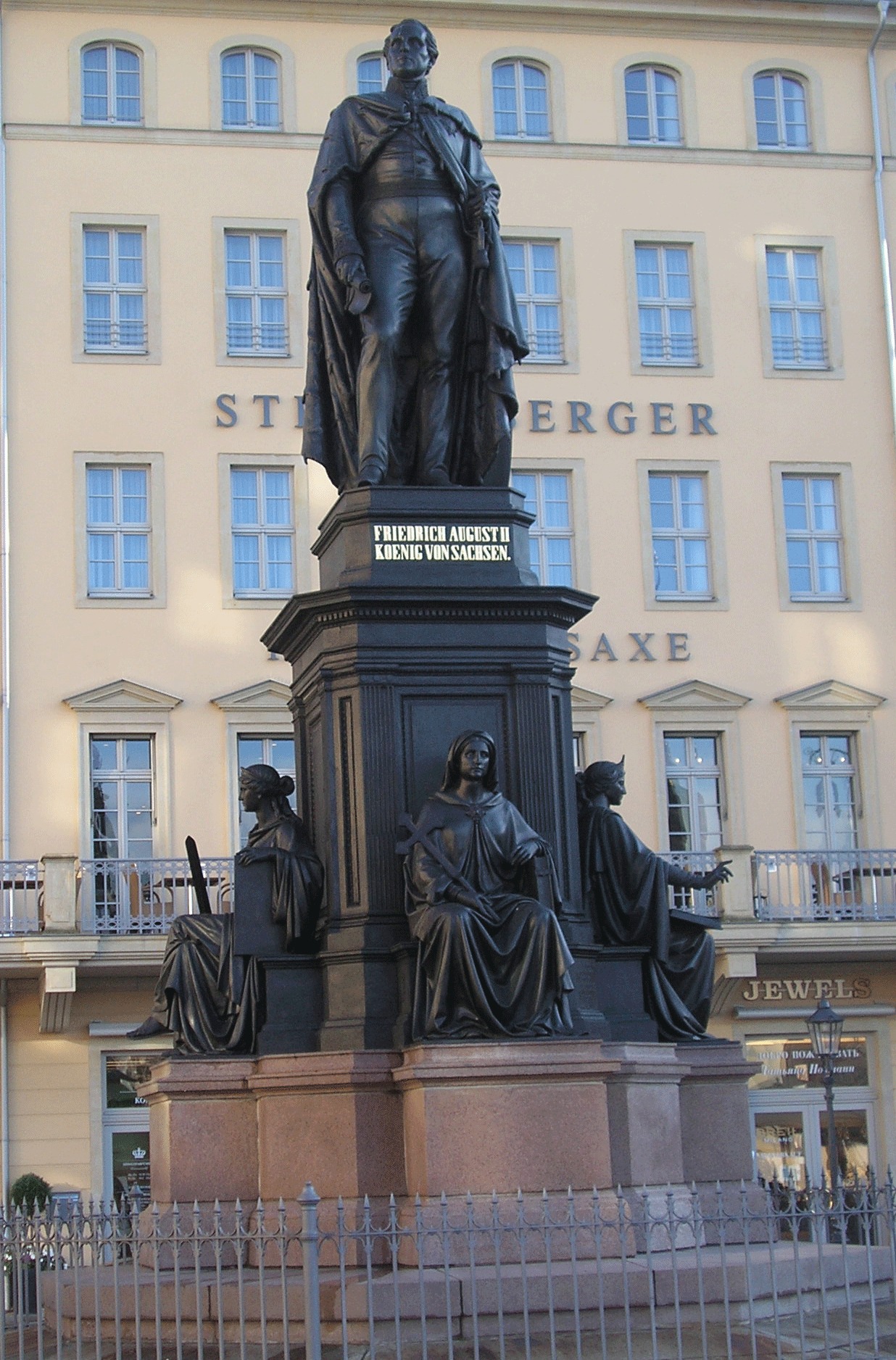
Statua di Federico Augusto II di Sassonia a Dresda

Figlio del principe Massimiliano di Sassonia e di Carolina di Borbone-Parma, figlia di Ferdinando di Borbone, duca di Parma, apparteneva alla casata di Wettin. Suo padre era l'unico figlio dell'elettore Federico Cristiano di Sassonia che avesse avuto eredi sopravvissuti. Quando il re Federico Augusto I morì nel 1827 e suo fratello Antonio gli succedette al trono, Federico Augusto divenne il secondo in linea di successione dopo suo padre Massimiliano.
Fu ufficiale durante le guerre della sesta coalizione antinapolenica, pur avendo sempre avuto poco interesse nelle materie militari.

### Co-reggente del regno
La Rivoluzione di luglio del 1830 fu il prodromo di alcuni disordini in Sassonia nell'autunno dello stesso anno; il popolo chiedeva che la costituzione venisse cambiata e chiedeva un giovane reggente per il regno, affinché condividesse il governo con il re Antonio. Il 1º settembre il principe Massimiliano di Sassonia rinunciò ai suoi diritti di successione in favore di suo figlio Federico Augusto, secondo nella linea di successione al re Antonio; Federico Augusto fu proclamato Principe Co-reggente di Sassonia.
Il 2 febbraio 1832 concesse libera autonomia alla città.

### Re di Sassonia
Il 6 giugno 1836 morì il re Antonio di Sassonia e Federico Augusto II gli succedette al trono. In quello stesso anno realizzò un codice legislativo che sancisse i diversi reati riconosciuti come tali nel regno e le sanzioni minime e massime applicabili. Durante i moti del 1848 nominò ministri liberali, abolì la censura ed istituì una legge elettorale d'impronta liberale. Tuttavia, dall'aprile del 1848 cambiò atteggiamento ed il 28 dello stesso mese sciolse il Parlamento.
Nel 1849 il regno di Sassonia fu interessato dai moti di ribellione che percorrevano gli Stati tedeschi, costringendo il sovrano a fuggire da Dresda, la capitale, verso la fortezza di Königstein. La cosiddetta "rivoluzione di maggio", cui presero parte anche Michail Bakunin e Richard Wagner, che all'epoca era Kapellmeister presso la corte di Federico Augusto, fu soffocata dalle truppe sassoni e prussiane e Federico poté tornare a Dresda dopo pochi giorni.

### Morte
Morì l'8 agosto 1854, durante un viaggio in Tirolo, a seguito di un incidente a cavallo; non avendo avuto figli, gli successe il fratello, Giovanni di Sassonia.

## Matrimoni e figli
Il 26 settembre 1819, Federico Augusto II sposò Maria Carolina Ferdinanda d'Asburgo-Lorena, figlia dell'imperatore Francesco I d'Austria. Rimasto vedovo senza figli nel 1832, si risposò con la principessa Maria Anna Leopoldina di Baviera il 24 aprile 1833, ma neppure da lei ebbe figli.

## Ascendenza
|                                               |                          |                                              | Genitori                                      |  |  | Nonni |  |  | Bisnonni               |  |  | Trisnonni        |  |
|                                               |                          |                                              |                                               |  |  |       |  |  | Augusto III di Polonia |  |  | Augusto il Forte |  |
|                                               |                          |                                              |                                               |  |  |       |  |  | Augusto III di Polonia |  |  | Augusto il Forte |  |
|                                               |                          | Cristiana Eberardina di Brandeburgo-Bayreuth |                                               |  |  |       |  |  | Augusto III di Polonia |  |  |                  |  |
| Federico Cristiano, Elettore di Sassonia      |                          |                                              |                                               |  |  |       |  |  | Augusto III di Polonia |  |  |                  |  |
|                                               |                          | Arciduchessa Maria Giuseppa d'Austria        | Giuseppe I, Sacro Romano Imperatore           |  |  |       |  |  |                        |  |  |                  |  |
|                                               |                          | Arciduchessa Maria Giuseppa d'Austria        | Giuseppe I, Sacro Romano Imperatore           |  |  |       |  |  |                        |  |  |                  |  |
|                                               |                          | Arciduchessa Maria Giuseppa d'Austria        | Guglielmina Amalia di Brunswick-Lüneburg      |  |  |       |  |  |                        |  |  |                  |  |
| Massimiliano, Principe Ereditario di Sassonia |                          | Arciduchessa Maria Giuseppa d'Austria        |                                               |  |  |       |  |  |                        |  |  |                  |  |
|                                               |                          | Carlo VII, Sacro Romano Imperatore           | Massimiliano II Emanuele, Elettore di Baviera |  |  |       |  |  |                        |  |  |                  |  |
|                                               |                          | Carlo VII, Sacro Romano Imperatore           | Massimiliano II Emanuele, Elettore di Baviera |  |  |       |  |  |                        |  |  |                  |  |
|                                               |                          | Carlo VII, Sacro Romano Imperatore           | Teresa Cunegonda Sobieska di Polonia          |  |  |       |  |  |                        |  |  |                  |  |
| Duchessa Maria Antonia di Baviera             |                          | Carlo VII, Sacro Romano Imperatore           |                                               |  |  |       |  |  |                        |  |  |                  |  |
|                                               |                          | Arciduchessa Maria Amalia d'Austria          | Giuseppe I, Sacro Romano Imperatore           |  |  |       |  |  |                        |  |  |                  |  |
|                                               |                          | Arciduchessa Maria Amalia d'Austria          | Giuseppe I, Sacro Romano Imperatore           |  |  |       |  |  |                        |  |  |                  |  |
|                                               |                          | Arciduchessa Maria Amalia d'Austria          | Guglielmina Amalia di Brunswick-Lüneburg      |  |  |       |  |  |                        |  |  |                  |  |
| Federico Augusto II di Sassonia               |                          | Arciduchessa Maria Amalia d'Austria          |                                               |  |  |       |  |  |                        |  |  |                  |  |
|                                               | Filippo I, Duca di Parma | Filippo V di Spagna                          |                                               |  |  |       |  |  |                        |  |  |                  |  |
|                                               | Filippo I, Duca di Parma | Filippo V di Spagna                          |                                               |  |  |       |  |  |                        |  |  |                  |  |
|                                               | Filippo I, Duca di Parma | Elisabetta Farnese                           |                                               |  |  |       |  |  |                        |  |  |                  |  |
| Ferdinando I, Duca di Parma                   | Filippo I, Duca di Parma |                                              |                                               |  |  |       |  |  |                        |  |  |                  |  |
|                                               |                          | Luisa Elisabetta di Francia                  | Luigi XV di Francia                           |  |  |       |  |  |                        |  |  |                  |  |
|                                               |                          | Luisa Elisabetta di Francia                  | Luigi XV di Francia                           |  |  |       |  |  |                        |  |  |                  |  |
|                                               |                          | Luisa Elisabetta di Francia                  | Maria Leszczyńska                             |  |  |       |  |  |                        |  |  |                  |  |
| Principessa Carolina di Parma                 |                          | Luisa Elisabetta di Francia                  |                                               |  |  |       |  |  |                        |  |  |                  |  |
|                                               |                          | Francesco I, Sacro Romano Imperatore         | Leopoldo, Duca di Lorena                      |  |  |       |  |  |                        |  |  |                  |  |
|                                               |                          | Francesco I, Sacro Romano Imperatore         | Leopoldo, Duca di Lorena                      |  |  |       |  |  |                        |  |  |                  |  |
|                                               |                          | Francesco I, Sacro Romano Imperatore         | Elisabetta Carlotta d'Orléans                 |  |  |       |  |  |                        |  |  |                  |  |
| Arciduchessa Maria Amalia d'Austria           |                          | Francesco I, Sacro Romano Imperatore         |                                               |  |  |       |  |  |                        |  |  |                  |  |
|                                               |                          | Maria Teresa d'Austria                       | Carlo VI, Sacro Romano Imperatore             |  |  |       |  |  |                        |  |  |                  |  |
|                                               |                          | Maria Teresa d'Austria                       | Carlo VI, Sacro Romano Imperatore             |  |  |       |  |  |                        |  |  |                  |  |
|                                               |                          | Maria Teresa d'Austria                       | Elisabetta Cristina di Brunswick-Wolfenbüttel |  |  |       |  |  |                        |  |  |                  |  |
|                                               |                          | Maria Teresa d'Austria                       |                                               |  |  |       |  |  |                        |  |  |                  |  |